# Панамски агути
Панамски агути (лат. Dasyprocta coibae) је сисар из реда глодара (Rodentia) и породице агутија (Dasyproctidae).

## Распрострањење
Ареал врсте је ограничен на једну државу, Панаму.

## Станиште
Станиште врсте су шуме. 

## Угроженост
Ова врста се сматра рањивом у погледу угрожености.